# Zacharowszczyzna (Białoruś)
Zacharowszczyzna (biał. Захараўшчына; ros. Захаровщина) – wieś na Białorusi, w obwodzie witebskim, w rejonie postawskim, w sielsowiecie Juńki.

## Historia
W czasach zaborów wieś w granicach Imperium Rosyjskiego.
W dwudziestoleciu międzywojennym wieś leżała w Polsce, w województwie wileńskim, w powiecie duniłowickim (od 1926 postawskim), w gminie Mańkowicze (od 1927 gmina Hruzdowo).
Według Powszechnego Spisu Ludności z 1921 roku zamieszkiwało tu 166 osób, 44 było wyznania rzymskokatolickiego, 53 prawosławnego a 69 staroobrzędowego. Jednocześnie 10 mieszkańców zadeklarowało polską a 156 białoruską przynależność narodową. Było tu 35 budynków mieszkalnych. W 1931 w 36 domach zamieszkiwało 197 osób.
Miejscowość należała do parafii rzymskokatolickiej i prawosławnej w Postawach. Podlegała pod Sąd Grodzki w Postawach i Okręgowy w Wilnie; właściwy urząd pocztowy mieścił się w Mańkowiczch.
W 1938 roku miejscowość należała do gromady Sawicze gminy Hruzdowo.
Po agresji ZSRR na Polskę w 1939 roku wieś znalazła się w granicach BSRR. W latach 1941–1944 była pod okupacją niemiecką. Następnie leżała w BSRR. Od 1991 roku w Republice Białorusi.